# Ashley Caldwell
Ashley Caldwell (* 14. September 1993 in Ashburn, Virginia) ist eine US-amerikanische Freestyle-Skierin. Sie ist auf die Disziplin Aerials (Springen) spezialisiert. Ihre größten Erfolge sind der Gewinn der Weltcup-Disziplinenwertung der Saison 2015/16, zwei Weltmeistertitel und die olympische Goldmedaille 2022 im Teamwettbewerb.

## Biografie
Caldwell war in ihrer Jugend zunächst Kunstturnerin, bevor sie zum Freestyle-Skiing wechselte. Ab Januar 2008 nahm sie im Nor-Am Cup teil. Nachdem sie in dieser Kontinentalmeisterschaft zweimal gewonnen hatte, debütierte sie am 10. Januar 2010 im Weltcup und wurde in Calgary auf Anhieb Elfte. Mit zwei weiteren Top-15-Ergebnissen in der darauf folgenden Woche qualifizierte sie sich für die Olympischen Winterspiele 2010 in Vancouver, wo sie den zehnten Platz erreichte. Die FIS ernannte sie 2010 zum Rookie of the Year. Am 21. Januar 2011 gewann sie das Weltcupspringen in Lake Placid und stand erstmals auf dem Podest. Bei den Weltmeisterschaften 2011 in Deer Valley verpasste sie als Vierte knapp eine Medaille.
Wegen zweier Kreuzbandrisse in Folge verpasste Caldwell die Saisons 2011/12 und 2012/13. Am 15. Dezember 2013 gab sie nach zweieinhalb Jahren Pause ihr Comeback im Weltcup und klassierte sich in Beida Lake sogleich als Zweite. Sie qualifizierte sich damit für die Olympischen Winterspiele 2014 in Sotschi, wo sie auf den zehnten Platz sprang. In der Saison 2014/15 gewann sie in Deer Valley und Minsk. Hinzu kam ein weiterer Podestplatz, was in der Aerials-Disziplinenwertung den zweiten Platz ergab. Bei den Weltmeisterschaften 2015 am Kreischberg klassierte sie sich auf dem vierten Platz. In der Saison 2015/16 gewann sie die Weltcupspringen in Peking und Minsk. Mit zwei weiteren Podestplätzen sicherte sie sich mit großem Vorsprung den Gewinn der Aerials-Disizplinenwertung.
Die Weltcupsaison 2016/17 verlief für Caldwell durchzogen. Sie entschied zwar das Springen in Lake Placid für sich, kam aber sonst nicht über einen achten Platz hinaus. Beim Saisonhöhepunkt, den Weltmeisterschaften 2017 in der Sierra Nevada, setzte sie sich gegen die gesamte Konkurrenz durch und gewann die Goldmedaille, vor Danielle Scott und Xu Mengtao. Ebenfalls unbeständig war sie in der Weltcupsaison 2017/18, in der sie zwar mit einem dritten Platz in Secret Garden begann, danach aber nicht über einen siebten Platz hinauskam. Bei den Olympischen Winterspielen 2018 in Pyeongchang stellte Platz 17 eine Enttäuschung dar. Zwei Podestplätze resultierten in der Weltcupsaison 2018/19, bei den Weltmeisterschaften 2019 sprang sie auf den fünften Platz.
Je ein weiterer Weltcup-Podestplatz gelang Caldwell am Ende der Saison 2019/20 und zu Beginn der Saison 2020/21. Besonders erfolgreich verliefen für sie die Weltmeisterschaften 2021 in Almaty. Dort musste sie sich im Einzelwettbewerb nur Laura Peel geschlagen geben, während sie am darauf folgenden Tag zusammen mit Eric Loughran und Christopher Lillis die Bronzemedaille im Teamwettbewerb gewann. Obwohl Caldwell in der Weltcupsaison 2021/22 nicht über einen 17. Platz hinauskam, nahm sie an den Olympischen Winterspielen 2022 in Peking teil. Dort zeigte sie sich stark verbessert und gewann im Teamwettbewerb zusammen mit Lillis und Justin Schoenefeld die Goldmedaille; im Einzelwettbewerb sprang sie auf den vierten Platz. In der Weltcupsaison 2022/23 resultierten zwei Podestplätze. Bei den Weltmeisterschaften 2023 in Bakuriani wurde sie Team-Weltmeisterin (zusammen mit Lillis und Quinn Dehlinger).

## Erfolge

### Olympische Spiele
- Vancouver 2010: 10. Aerials
- Sotschi 2014: 10. Aerials
- Pyeongchang 2018: 17. Aerials
- Peking 2022: 1. Aerials Team, 4. Aerials

### Weltmeisterschaften
- Deer Valley 2011: 4. Aerials
- Kreischberg 2015: 4. Aerials
- Sierra Nevada 2017: 1. Aerials
- Deer Valley 2019: 5. Aerials
- Almaty 2021: 2. Aerials, 3. Aerials Team
- Bakuriani 2023: 1. Aerials Team, 10. Aerials

### Weltcupwertungen
| Saison  | Gesamt | Gesamt | Aerials | Aerials |
| Saison  | Platz  | Punkte | Platz   | Punkte  |
| ------- | ------ | ------ | ------- | ------- |
| 2009/10 | 61.    | 12     | 22.     | 70      |
| 2010/11 | 28.    | 29     | 8.      | 206     |
| 2013/14 | 31.    | 30     | 8.      | 149     |
| 2014/15 | 11.    | 46,29  | 2.      | 324     |
| 2015/16 | 4.     | 68,17  | 1.      | 409     |
| 2016/17 | 37.    | 31,14  | 10.     | 218     |
| 2017/18 | 59.    | 24,17  | 13.     | 145     |
| 2018/19 | 16.    | 48,00  | 4.      | 240     |
| 2019/20 | 66.    | 20,43  | 17.     | 143     |
| 2020/21 | –      | –      | 7.      | 236     |
| 2021/22 | –      | –      | 44.     | 30      |
| 2022/23 | –      | –      | 8.      | 176     |

### Weltcupsiege
Caldwell errang im Weltcup bisher 18 Podestplätze, davon 6 Siege:
| Nr. | Datum             | Ort         | Land !  |
| --- | ----------------- | ----------- | ------- |
| 1   | 21. Januar 2011   | Lake Placid | USA     |
| 2   | 8. Januar 2015    | Deer Valley | USA     |
| 3   | 1. März 2015      | Minsk       | Belarus |
| 4   | 19. Dezember 2015 | Peking      | China   |
| 5   | 20. Februar 2016  | Minsk       | Belarus |
| 6   | 14. Januar 2017   | Lake Placid | USA     |

### Nor-Am Cup
- Saison 2008/09: 3. Aerials-Disziplinenwertung
- 6 Podestplätze, davon 4 Siege

### Weitere Erfolge
- 5 US-amerikanische Meistertitel (2014, 2015, 2016, 2020, 2021)